# 常陸松岡藩
松岡藩（まつおかはん）は、江戸時代に常陸国に存在した藩。藩庁は多賀郡下手綱（現在の茨城県高萩市下手綱）の松岡城に置かれた。越前松岡藩との区別から常陸松岡藩とも呼ばれる。
江戸時代初期に戸沢家が4万石で入部し、約20年間存続した。戸沢家転封後、松岡周辺は水戸藩領となり、附家老中山家（2万石）が居館を置いた。明治維新後の1868年、中山家を藩主とする松岡藩が立藩され、廃藩置県まで続いた。

## 藩史

### 戸沢家の時代
慶長5年（1600年）9月の関ヶ原の戦いで常陸を支配していた佐竹義宣は、徳川家康に積極的に協力しなかったとして出羽久保田藩に移封された。
慶長7年（1602年）9月、戸沢政盛が4万石で松岡に入り、常陸松岡藩を立藩したが、石高の上ではむしろ5000石の減封であった。入部当初、政盛は居城を茨城郡の小川城（茨城県東茨城郡小川町、後の小美玉市）としていたが、慶長11年（1606年）に多賀郡下手綱の竜子山城に移し、ここを改修して松岡城と改めて移った。戸沢家は従来の角館から常陸に移ったため、藩政の中枢である家老や年寄は従来の老臣が占めたが、直接民政に当たる地方の役職には常陸で新たに召し抱えた家臣を採用して、石高制への転換を図った。これら常陸で登用した新規家臣は後に戸沢家が新庄に移った際に譜代の臣として藩政の要職に就いている。また政盛は徳川家譜代の重臣鳥居忠政から妹を正室に迎え、継嗣にも忠政の次男戸沢定盛を迎えるなどして御家の安泰を図っている。
政盛は元和8年（1622年）9月に出羽国新庄へ移され、一時は廃藩となった。そして所領4万石のうち、3万石と松岡城は水戸藩へ、1万石は棚倉藩へそれぞれ編入された。

### 中山家の時代
正保3年（1646年）、水戸藩初代藩主徳川頼房の附家老中山信政は松岡に居館を築いた（幕藩体制の下、水戸藩の一部であり、正式に藩とは認められなかった）。信政は中山信吉の子で、信吉も頼房の附家老として2万石を与えられていた。宝永4年（1707年）、第6代中山信敏のとき、久慈郡太田に居館を移した。
第10代中山信敬は第6代水戸藩主徳川治保の弟であった。信敬は養子として中山家を継嗣するに及んで居館を再び松岡に戻し、同氏の地位向上に力を尽くした。同時に城下町の整備なども行なわれたため財政難となり、家臣の俸禄借り上げなどが行なわれた。
第14代中山信徴の時代である明治元年（1868年）1月、新政府の特旨により松岡藩は正式に水戸藩から独立した。明治2年（1869年）の版籍奉還で信徴は松岡藩知事となったが、明治4年（1871年）の廃藩置県で松岡藩は廃されて松岡県となった。同年11月、松岡県は茨城県に編入された。明治17年（1884年）の華族令発布により、信徴の長男中山信実は男爵を授けられた。

## 現存建物
居館のあった敷地は松岡小学校になっており、校庭に土蔵が現存している。昭和20年代まで奉安殿として使用されていたものである。

## 歴代藩主

### 戸沢家
外様 4万石
1. 戸沢政盛

### 中山家
譜代 2万5000石
1. 中山信吉
2. 中山信政
3. 中山信治
4. 中山信行
5. 中山信成
6. 中山信敏（太田に移転）
7. 中山信順
8. 中山信昌
9. 中山政信
10. 中山信敬（松岡に帰還、第6代水戸藩主徳川治保の弟）
11. 中山信情
12. 中山信守
13. 中山信宝
14. 中山信徴
15. 中山信実

## 幕末の領地
- 常陸国
  - 多賀郡のうち - 29村